# Gail Russell
Gail Russell (* 21. September 1924 in Chicago, Illinois; † 27. August 1961 in Brentwood, Kalifornien) war eine US-amerikanische Filmschauspielerin.

## Biografie
Russell wurde in Chicago, Illinois geboren und zog als Jugendliche nach Los Angeles, Kalifornien. Aufgrund ihres guten Aussehens wurden die Paramount Studios im Jahr 1942 auf sie aufmerksam. Trotz ihrer Schüchternheit und obwohl sie keine Erfahrung hatte, setzte Paramount große Erwartungen in Russell und beschäftigte einen Trainer, um mit ihr zu arbeiten.
Im Alter von 19 Jahren spielte Russell 1943 in ihrem ersten Film, der Familienkomödie Henry Aldrich Gets Glamour. Sie hatte dann weitere Auftritte in diversen Filmen der frühen und mittleren vierziger Jahre. Einer der bemerkenswertesten war der spannende Gruselfilm Der unheimliche Gast (The Uninvited) von Lewis Allen aus dem Jahr 1944, der im deutschen Fernsehen als Der ungebetene Gast lief, an der Seite von Ray Milland, Ruth Hussey und Donald Crisp. Gail Russell galt ihrerzeit als außergewöhnliche Schönheit in Hollywood. Mit Diana Lynn spielte sie in dem Film Our Hearts Were Young and Gay ebenfalls aus 1944. Später spielte Russell in so erfolgreichen Filmen wie Kalkutta (Calcutta) 1947 mit Alan Ladd sowie in zwei Filmen mit John Wayne Der schwarze Reiter (Angel And The Badman) 1947 und Im Banne der roten Hexe (Wake Of The Red Witch) 1948. Im selben Jahr sah man sie neben Edward G. Robinson und John Lund in der weiblichen Hauptrolle des sehr erfolgreichen Film noirs Die Nacht hat tausend Augen, der nach einer Novelle von Cornell Woolrich entstand. 
Russell arbeitete auch nach 1947 weiter als Schauspielerin und heiratete 1949 den Schauspieler Guy Madison. 1950 wurde bekannt, dass sie ein Alkoholproblem hatte und ein Opfer des Alkoholismus geworden war. Paramount verlängerte daraufhin ihren Vertrag nicht mehr. 
In den folgenden zehn Jahren versuchte Russell, die Kontrolle über ihr Leben zurückzugewinnen. Sie ließ sich 1954 von Madison scheiden und nahm nach einer fünfjährigen Abwesenheit von der Schauspielerei wieder eine Rolle an, und zwar in dem Western Der Siebente ist dran (Seven Men from Now) mit Randolph Scott  – produziert von ihrem Freund John Wayne. Eine weitere größere Rolle übernahm sie 1957 in dem Kriminaldrama Das Kreuzverhör (The Tattered Dress).
Danach spielte sie in vier weiteren Filmen, war aber nicht in der Lage, ihre Alkoholsucht zu steuern, und wurde am 26. August 1961 im Alter von 36 Jahren tot in ihrer Wohnung in Brentwood, Kalifornien aufgefunden. Sie starb an einem Herzanfall, der dem Alkohol zugeschrieben wurde. Als sie gefunden wurde, wurde ebenfalls festgestellt, dass sie zum Zeitpunkt des Todes an Unterernährung litt, weil sie nicht regelmäßig aß, dafür aber umso mehr trank.

## Weiterführende Informationen
Auf der DVD Der Siebente ist dran – Special Collector’s Edition von Paramount Pictures aus dem Jahr 2010 findet sich bei den Special features in der Unterrubrik Die John Wayne Stock Company eine 13-minütige Kurzdokumentation über Gail Russell mit Fotomaterial und Filmausschnitten aus Angel and the Badman und Wake of the Red Witch.

## Filmografie
- 1943: Henry Aldrich Gets Glamour
- 1944: Die Träume einer Frau (Lady in the Dark)
- 1944: Der unheimliche Gast (The Uninvited)
- 1944: Our Hearts Were Young and Gay
- 1945: Gauner und Gangster (Salty O'Rourke)
- 1945: Der Tod wohnt nebenan (The Unseen)
- 1945: Duffy’s Tavern
- 1946: Our Hearts Were Growing Up
- 1946: The Bachelor’s Daughters
- 1947: Kalkutta (Calcutta)
- 1947: Der schwarze Reiter (Angel and the Badman)
- 1947: Mädchen für Hollywood (Variety Girl) (Cameo)
- 1948: Die Nacht hat tausend Augen (Night Has a Thousand eyes)
- 1948: Erbe des Henkers (Moonrise)
- 1948: Im Banne der roten Hexe (Wake of the Red Witch)
- 1949: Die Braut des Maharadscha (Song of India)
- 1949: El Paso, die Stadt der Rechtlosen (El Paso)
- 1949: The Great Dan Patch
- 1950: Käpt’n China (Captain China)
- 1950: Gnadenlos gehetzt (The Lawless)
- 1951: Air Cadet
- 1956: Studio 57 (Fernsehserie, Folge Time, Tide and a Woman)
- 1956: Der Siebente ist dran (Seven Men from Now)
- 1957: Kreuzverhör (The Tattered Dress)
- 1958: Lola, der blonde Teufel (No Place to Land)
- 1960: The Rebel (Fernsehserie, Folge Noblesse Oblige)
- 1960: Manhunt (Fernsehserie, Folge Matinee Mobster)
- 1961: The Silent Call